# Disseleneto de molibdênio
Disseleneto de molibdênio (MoSe

2) é um composto inorgânico. Possui estrutura semelhante ao MoS

2. Os compostos desta categoria são conhecidos como dicalcogenetos metálicos de transição, TMDCs. Estes compostos, como o nome sugere, são constituídos por uma metais de transição e os elementos do grupo 16 da tabela periódica.